# Luis de Ulloa y Pereira
Luis de Ulloa y Pereira (Toro, 1584 – Toro, 1674) è stato uno scrittore e poeta spagnolo  del Siglo de Oro.

## Biografia
Trascorse quasi tutta la sua vita nella città natale. Visse diversi anni a Logroño e León, di cui fu sindaco nel 1627, ed è stato assistente di Navarra intorno al 1638 e Comptroller delle Finanze nel 1640. Sposò una cugina, a quattordici anni, ma rimase vedovo pochi mesi dopo. Si risposò altre due volte. A Leòn gli fu affidata l'educazione di Giovanni d'Austria, figlio di Filippo IV e dell'attrice conosciuta come La Calderona. Fu protetto dal conte-duca di Olivares; quando questi cadde in disgrazia venne accolto in casa del poeta, che viveva nel palazzo in cui il Parlamento si riunì per approvare le leggi di Toro e dove Juana la Loca venne investita del titolo di ereditiera di Castiglia. I suoi migliori amici furono Gabriel del Corral e Felipe Godinez. Lo ignorarono, invece, Lope de Vega e Juan Pérez de Montalbán. Utilizzò il nome poetico di Lisardo.
Scrisse Memorias familiares y literarias in prosa, in cui narra la vita difficile e anomala di uno dei suoi fratelli, piena di notizie curiose, maldicenze, fervore poetico e ritratti ben delineati di figure dell'epoca; anch'egli vi figura con lo pseudonimo-anagramma di Saldino de Ovalle. Le sue poesie furono raccolte in Obras, prosas y versos... Madrid, 1659; la seconda edizione, anch'essa edita a Madrid, fu del 1674. Da quel momento venne visto come un seguace del Culteranismo. Scrisse numerosi sonetti amorosi, altri in omaggio del Conte-Duca, canzoni, egloghe ed altri componimenti poetici. Fu un poeta poco aulico e di successi formali, autore di versi religiosi, tra i quali si mise in luce con Parafrasi dei sette salmi penitenziali e Soliloquios (Madrid, 1655). La sua opera più rappresentativa in versi è un poema narrativo in strofe, Rachel (1650), in cui canta, ispirandosi alle opere di Lope de Vega e Antonio Mira de Amescua, Las paces de los reyes y judía de Toledo e Desgraciada Raquel, rispettivamente, gli amori della famosa judia di Toledo con Alfonso VIII. Il poema è oratorio e moralizzante, e da esso deriva La judía de Toledo di Juan Bautista Diamante e Raquel di Vicente Garcia de la Huerta.
Scrisse anche una Defensa de los libros fabulosos y poesías honestas y de las comedias e le commedie Porcia y Tancredo, Pico y Carente, No muda el amor semblante, Alfonso Octavio e La mujer contra el consejo, oltre all'opera storica, Encuentro en Toro con el conde-duque de Olivares y noticias suyas.